# Alford (Lincolnshire)
Pour les articles homonymes, voir Alford.
Alford (prononcé /ˈɒlfərd/) est une ville du comté du Lincolnshire, à environ 18 km au nord-ouest de la station balnéaire de Skegness, au pied des Lincolnshire Wolds.

## Division électorale
Le ward d'Alford s'étend à l'est jusqu'à la côte, et regroupe 4 531 habitants.

## Commerces
Les commerces d'Alford sont adaptés à la demande locale : supermarchés, épiceries, pubs, hôtels... L'absence de banque dans le village est compensée par la présence d'un bureau de poste du Royal Mail.
Sur le plan médical, la ville comporte une pharmacie, quelques cabinets privés de dentistes, ainsi qu'un cabinet médical de la NHS. Un crématorium a ouvert à l'entrée de la ville en 2008.
Le marché de la ville est un évènement fréquenté, rassemblant à la fois denrées alimentaires et produits manufacturés.

## Transports et emploi
Le déclin de l'activité industrielle dans le secteur a marqué la fermeture de la majorité des usines dans les dernières années. Les principales sources d'emploi de la ville sont maintenant les nouvelles entreprises de la zone industrielle de Beeching's Way, les écoles, et les maisons de retraite.

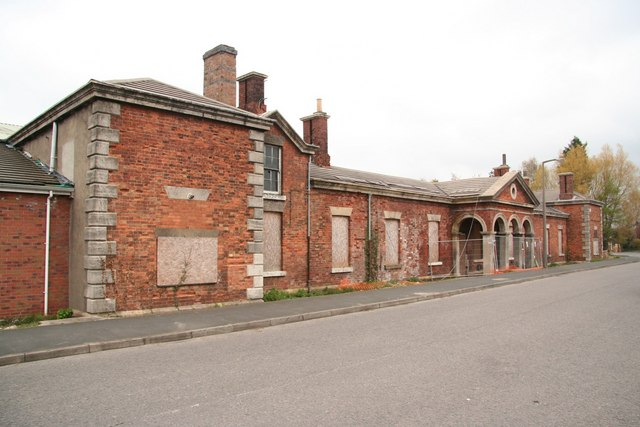
L'ancienne gare.

La zone industrielle, dans le sud-ouest de la ville, comprend entre autres des imprimeries, des entreprises de manufacture, et un centre de tri postal. Elle est construite sur les lignes désaffectées du chemin de fer reliant Grimsby à Boston, qui a fermé en même temps que la gare locale le 5 octobre 1970. Elle tire son nom de Richard Beeching (en), ingénieur britannique, qui a ironiquement ordonné la fermeture d'un grand nombre de lignes publiques locales dans les années 1970.
La ville est desservie par des autobus en direction de Mablethorpe, Boston, Louth, Spilsby et Skegness, où se trouve la gare ferroviaire la plus proche.

## Démographie
| 1881  | 1891  | 1901  | 1911  | 1921  | 1931  | 1951  | 1961  | 2001  |
| ----- | ----- | ----- | ----- | ----- | ----- | ----- | ----- | ----- |
| 2 894 | 2 843 | 2 478 | 2 394 | 2 194 | 2 227 | 2 218 | 2 139 | 3 231 |

| 2011  | - | - | - | - | - | - | - | - |
| ----- | - | - | - | - | - | - | - | - |
| 3 459 | - | - | - | - | - | - | - | - |

## Points d'intérêt

### Moulin

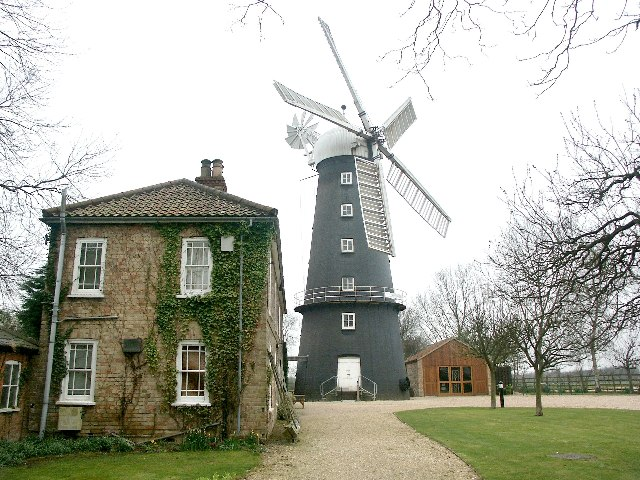
Le moulin.

Alford est connue pour son moulin à vent à cinq voiles, un moulin-tour construit en 1837. À son apogée, il pouvait moudre jusqu'à 4 à 5 tonnes de maïs par jour. Après un arrêt de la production commerciale en 1955, il a été remis en état de fonctionnement en 1957, et est maintenant utilisé pour produire de la farine et des céréales biologiques moulues sur pierre, en tant que seul moulin survivant de la ville. D'autres moulins à vent en activité dans le comté se trouvent à Lincoln, Heckington, Boston, Waltham, Kirton in Lindsey, Sibsey, Moulton et Burgh le Marsh.

### Manoir

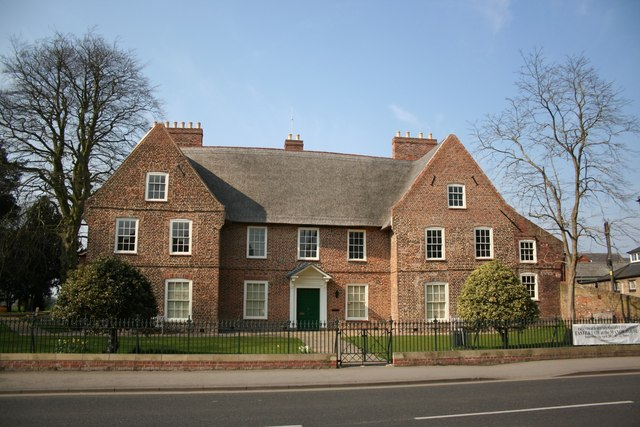
Manoir d'Alford.

Le manoir d'Alford est exceptionnel par sa taille, pour un bâtiment au toit de chaume. Il a été rénové et mis aux normes d'accessibilité en 2006, via l'association English Heritage et des fonds obtenus par la National Lottery. Il accueille maintenant un salon de thé et des expositions interactives, ainsi que des grands jardins ouverts.
Le manoir expose plus de 750 plaques photographiques en verre, qui font à la fois office de mémoire de la Première Guerre mondiale et de l'époque victorienne, où la ville d'Alford fut florissante en tant que ville de marché. Des évènements annuels (rallye en tracteur ou expositions d’arbres de Noël[pas clair]) sont également organisés dans l'enceinte du manoir.[réf. nécessaire]

## Éducation
Alford possède une école primaire, et deux établissements d'enseignement secondaire : la Queen Elizabeth's Grammar School, fondée en 1566, et le John Spendluffe Technology College, qui dispense des formations spécialisées en technologie, mathématiques et sciences.

## Sites religieux

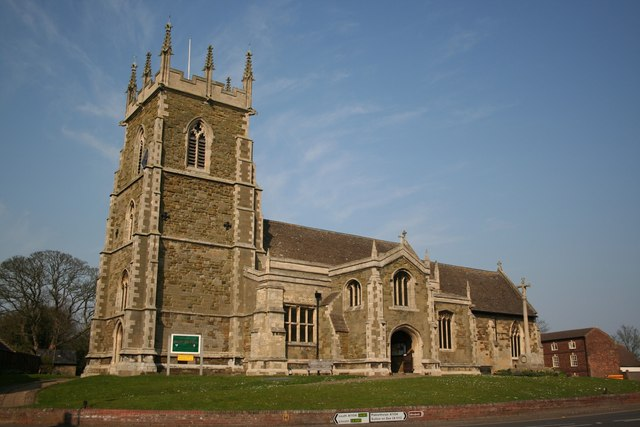
L'église St Wilfrid.

L'église paroissiale anglicane d'Alford est dédiée à saint Wilfrid, évêque anglais du VIIe siècle. Elle a été construite au XIVe siècle, puis rénovée en 1860, mais conserve certaines caractéristiques d'origine comme un vitrail du XIVe siècle, une chaire jacobéenne, des traces de verre du XVIe siècle et une tombe du XVIIe siècle dans le chœur. Un monument aux morts, dédié aux victimes locales des deux guerres mondiales, se trouve à proximité.
Alford possède également une église méthodiste et une église congrégationaliste protestante.
À proximité d'Alford, dans le village de Markby, se trouve l'église St Peter, une des dernières églises du Lincolnshire avec un toit en chaume.

## Personnalités liées à la commune
- John Smith de Jamestown (1580-1631), explorateur, vivait à Great Carlton, à quelques kilomètres au nord, et a étudié à Alford[4].
- Anne Hutchinson, née Anne Marbury (1591–1643), puritaine et réformatrice religieuse en Nouvelle-Angleterre.